# Guilde
Cet article concerne les associations. Pour le jeu de rôle, voir Guildes. Pour la guilde en écologie, voir Guilde (écologie).
Une guilde, ou ghilde ou gilde désignait au Moyen Âge (XIe – XIVe siècles) une association ou coopération de personnes pratiquant une activité commune, généralement des marchands, qui, s'étant dotés de règles et de privilèges spécifiques, demandaient protection aux autorités d'une ville ou d'un État. De nos jours, ce terme, quelque peu désuet, désigne une association privée ayant un but précis.
Ce mot provient du vieux norrois gildi signifiant « coopération » ou « assemblée » ou « troupe » (autour d'un repas ou d'une trinquerie, beuverie, potacio) et par extension, accord, entente, de personnes entre elles. D'autres orthographes sont signalées en ancien français ou néerlandais : guild ou ghilde. Est attesté le déterminant issu du latin médiéval ancré dans le langage juridique saxon à partir de gilda, gildum, geldum, à savoir : prestation, tribut, service.
Les premières guildes se mettant au service de marchands, apparues en Allemagne du Nord sous le règne de Henri Ier de Germanie, précèdent la Ligue hanséatique.

## Histoire
Les premiers échos qui font mention de guildes remontent au règne de Charlemagne. Des groupes organisés en confrérie (membres d'une même lignée familiale ou non) assurent la sécurité du transport de marchandises, se promettent assistance mutuelle et soins en cas de catastrophes. Au fil du temps, les guildes vont se mettre au service des monopoles commerciaux détenus par des villes.
Les guildes corporatives (se regroupant donc par corps de métiers) réunissaient des artisans d'une même profession. Elles étaient très hiérarchisées et comprenaient des apprentis et des compagnons, puis les maîtres et patrons parmi lesquels étaient choisis les représentants de la corporation, appelés jurés, qui prêtaient serment de respecter les règlements du métier, d'où l'appellation de jurande. Leurs règlements devinrent de plus en plus stricts, fixant les prix, les modalités de fabrication, les conditions de travail et les usages afin d'éviter toute concurrence.
Le commerce n'est pas le seul domaine concerné, les métiers d'armes peuvent avoir leur guilde, telle la guilde des arbalétriers de Bruxelles depuis 1213, chargée de la sureté, sous serment.
En Russie de l'Ancien régime, il s'agissait de corporations de riches marchands, ayant leurs propres droits. Elles constituaient donc un Ordre qui était divisé, suivant les biens, en trois classes : marchand de la première Guilde, de la deuxième Guilde, de la troisième Guilde et était transmissible héréditairement, à la réforme de Pierre Ier de Russie, jusqu'en 1917[réf. souhaitée].
Récemment, le terme désigne une association privée ayant un but précis. Exemples : la Guilde du rire, association belge, regroupe des personnes de tous horizons dans l'objectif commun de rigolades collectives ; la Guilde du raid est une association française reconnue d'utilité publique depuis 1981, qui regroupe des aventuriers, écrivains, médecins, journalistes, réalisateurs, etc., pour l'organisation de missions sportives, humanitaires ou scientifiques.

## Guildes de jeux en ligne

### Général
Aujourd'hui, une guilde de joueurs est un terme largement utilisé dans le domaine des jeux vidéo. Une guilde est une communauté regroupée autour d’un ou plusieurs jeux et régie par une organisation hiérarchique. Les jeux qui peuvent avoir des guildes sont le plus souvent des jeux qui peuvent se jouer sur Internet, et particulièrement ceux qui se jouent uniquement sur internet comme les jeux de rôle en ligne massivement multijoueur.

### Intérêts
Les guildes ont pour but de regrouper un certain nombre de joueurs (membres) pour créer une véritable petite communauté.
Cette communauté peut servir à :
- aider les joueurs les plus faibles ;
- faire du commerce ou du troc ;
- atteindre des objectifs impossibles à faire individuellement ;
- appartenir à une communauté puissante et reconnue dans l'univers du jeu en question ;
- ou tout simplement se faire un groupe d’amis avec qui jouer.

L'orientation d'une guilde en est définie par les créateurs.
Dans certains jeux, la prise en compte des guildes est très importante et des options spéciales sont développées comme la possibilité d’acheter des bâtiments réservés à la guilde.

### Organisation
Le plus souvent, les guildes ont une hiérarchie claire et définie avec un chef et plusieurs rangs hiérarchiques. La montée dans la hiérarchie peut donner de nouveaux droits tels qu'accepter de nouveaux membres.
La manière d’entrer dans une guilde est très variable selon les guildes. Certaines acceptent tous les joueurs en faisant la demande (voire demandent aux joueurs de rentrer), d’autres sont très élitistes et n’acceptent un joueur qu’après que celui-ci a fait ses preuves (dans le jeu ou non) et qu’il ait fait une série d’actions particulière (exemples : lettre de motivation, participation au forum de la guilde pendant un certain temps…).
Les grosses guildes ont souvent un site Internet dédié et utilisent beaucoup les forums.